# C/2016 R2 (PANSTARRS)
C/2016 R2 (PANSTARRS) est une comète du système solaire découverte à l'aide du télescope Pan-STARRS le 7 septembre 2016[Quoi ?]. La comète a récemment attiré l'attention de nombreux astronomes à l'approche de son périhélie qui a lieu en mai 2018. Une queue très complexe a été observée, ce qui suggère une rotation rapide du noyau.